# 워렌 데이비슨
워렌 얼 데이비슨(Warren Earl Davidson, 1970년 3월 1일 ~ )는 미국의 정치인이다.

## 학력
- 미국 육군사관학교 인문사회 학사
- 노터데임 대학교 경영학 석사

## 경력
- 2016.06 ~ 제114~대 미국 오하이오주 제8선거구 연방하원의원

## 역대 선거 결과
| 선거명        | 직책명                        | 대수  | 정당   | 득표율 | 득표수    | 결과 | 당락                     |
| ------------- | ----------------------------- | ----- | ------ | ------ | --------- | ---- | ------------------------ |
| 2016년 재선거 | 하원의원 (오하이오 제8선거구) | 114대 | 공화당 | 76.76% | 21,618표  | 1위  | 오하이오주 하원의원 당선 |
| 2016년 선거   | 하원의원 (오하이오 제8선거구) | 115대 | 공화당 | 68.77% | 223,833표 | 1위  | 오하이오주 하원의원 당선 |
| 2018년 선거   | 하원의원 (오하이오 제8선거구) | 116대 | 공화당 | 66.58% | 173,852표 | 1위  | 오하이오주 하원의원 당선 |
| 2020년 선거   | 하원의원 (오하이오 제8선거구) | 117대 | 공화당 | 68.96% | 246,277표 | 1위  | 오하이오주 하원의원 당선 |
| 2022년 선거   | 하원의원 (오하이오 제8선거구) | 118대 | 공화당 | 64.64% | 180,287표 | 1위  | 오하이오주 하원의원 당선 |
| 2024년 선거   | 하원의원 (오하이오 제8선거구) | 119대 | 공화당 | 62.81% | 237,503표 | 1위  | 오하이오주 하원의원 당선 |

## 참고 자료
- 위키미디어 공용에 워렌 데이비슨 관련 미디어 분류가 있습니다.